# انا هسلتاین جادسون
آن هاسلتین جادسون (۲۲ دسامبر ۱۷۸۹ – ۲۴ اکتبر ۱۸۲۶)، با نام مستعار «نانسی»، یکی از اولین زنان مبلغان آمریکایی خارجی بود.

## زندگی‌نامه
آن هاسلتین در آکادمی بردفورد تحصیل کرد و در طول یک رستاخیز در آنجا کتاب انتقادات بر سیستم مدرن آموزش زنان نوشته هانا مور را خواند که او را بر آن داشت تا «زندگی‌ای با هدف 'فایده‌رسانی' جستجو کند». او در بردفورد، ماساچوست به دنیا آمد و از زمان فارغ‌التحصیلی تا ازدواج معلم بود. پدرش، جان هاسلتین، پیشوای کلیسایی بود که در آن جلسه در سال ۱۸۱۰ هیئت آمریکایی مبشران خارجی را تأسیس کرد و به گفته خواهر آن، خانواده برای اولین بار شوهر او آدونیرام جادسون را در آن زمان ملاقات کردند.
او در سال ۱۸۱۲ با آدونیرام ازدواج کرد و دو هفته بعد آنها سفر خود به هند را آغاز کردند. سال بعد، آنها به برمه رفتند.
او سه بار باردار شد. اولین بارداری او در حین سفر از هند به برمه به سقط جنین انجامید؛ پسر آنها، راجر، در سال ۱۸۱۵ به دنیا آمد و در هشت ماهگی درگذشت، و سومین فرزندشان، ماریا، تنها شش ماه پس از مرگ مادرش زنده ماند. در برمه، اولین اقدام آنها یادگیری زبان محلی‌ها بود. تلاش‌های مذهبی آنها ادامه یافت و اولین فرد محلی در سال ۱۸۱۹ به مسیحیت گروید. به دلیل مشکلات کبدی، آن به‌طور موقت در سال‌های ۱۸۲۲–۲۳ به ایالات متحده بازگشت.

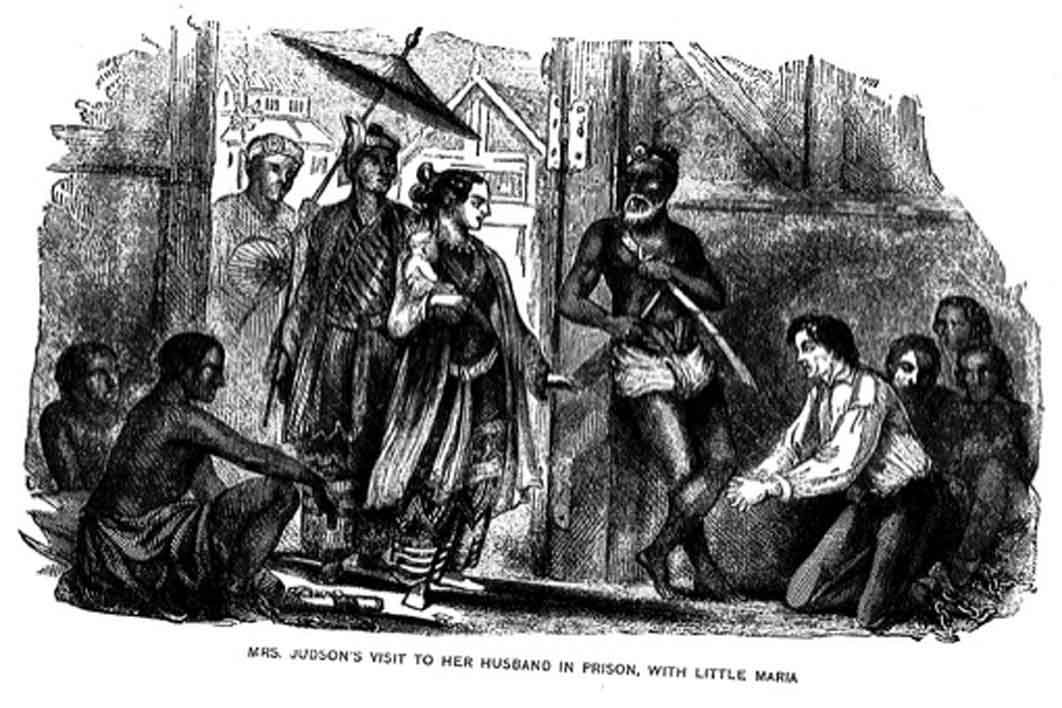
نانسی از شوهرش در زندان ملاقات می‌کند

در طول جنگ اول آنگلو-برمه‌ای (۱۸۲۴–۱۸۲۶)، شوهرش به مدت ۱۷ ماه به ظن جاسوسی انگلیسی در زندان بود و آن در کلبه‌ای خارج از دروازه‌های زندان زندگی می‌کرد تا از شوهرش حمایت کند. او ماه‌ها برای قانع کردن مقامات به آزادی شوهر و دیگر زندانیان تلاش کرد، اما تلاش‌های او بی‌نتیجه ماند. او همچنین غذا و تشک‌هایی برای زندانیان فرستاد تا زمان گذراندن در زندان برای آنها تحمل‌پذیرتر شود. در این مدت، آن داستان‌هایی از زندگی در میدان مبلغان و مشکلاتی که با آن روبه‌رو بود نوشت. او توصیف‌های غم‌انگیزی از ازدواج‌های کودکانه، کشتار نوزادان دختر و مشکلات زنان برمه‌ای نوشت که هیچ حقی جز آنچه شوهرانشان به آنها می‌دادند نداشتند. سلامت آن در این زمان شکننده بود. تلاش‌های او برای بودن در کنار شوهرش زمانی که او به مکان جدیدی منتقل شد، در حالی که او نوزادی در حال شیر دادن داشت، شامل سفر و شرایط زندگی دشواری بود که احتمالاً به بیماری او کمک کرد. پس از آزادی شوهرش، آنها هر دو در برمه ماندند تا به کار خود ادامه دهند. آن در سال ۱۸۲۶ در آمهرست، برمه پایین، بر اثر آبله درگذشت.
او یک کاتشیزم به زبان برمه‌ای نوشت و کتاب‌های دانیال و یونس را به زبان برمه‌ای ترجمه کرد. او اولین پروتستانت بود که هر یک از متون مقدس را به زبان تایلندی ترجمه کرد، زمانی که در سال ۱۸۱۹ انجیل متی را ترجمه کرد.
نامه‌های او به خانه در نشریاتی همچون مجله باپتیست آمریکایی منتشر شد و پس از مرگش به عنوان نوشته‌های روحانی دوباره منتشر شد، که هم او و هم آدونیرام را در آمریکا به شخصیت‌های معروف تبدیل کرد.
کارها و نوشته‌های او "نقش همسر مبلغان به عنوان یک 'وظیفه'" را برای آمریکایی‌های قرن نوزدهم مشروع کرد. تا کنون حداقل شانزده زندگی‌نامه از جادسون منتشر شده است که مشهورترین آنها تقریباً هر سال از ۱۸۳۰ تا ۱۸۵۶ چاپ شد و توسط لیدیا ماریا چایلد به عنوان «کتابی که به حدی شناخته شده است که تقریباً نیازی به ذکر آن نیست» توصیف شده است.

## نشرها
- نولز، زندگی (بوستون، ۱۸۲۹) دایرةالمعارف جدید بین‌المللی
- نولز، جیمز د. یادنامه خانم آن ه. جادسون، مبلغان پیشین به برمه (بوستون: لینکلن و ادموندز، ۱۸۳۱) ویرایش چهارم